# Alan III. Bretonski
Alan III. (francuski Alain III de Bretagne; oko 997. — 1. listopada 1040.) bio je francuski plemić, grof Rennesa i vojvoda Bretanje. Roditelji su mu bili vojvoda Gotfrid I. i njegova supruga, Hawise Normanska.
Alan je naslijedio oca 1008. godine. Bio je maloljetan te je Hawise bila regent.
Godine 1018., Alan se oženio Bertom od Bloisa. Njihova su djeca bila Konan II. Bretonski i Hawiz, vojvotkinja Bretanje.